# Палеовулканологія
Палеовулканологія (рос. палеовулканология, англ. palaeovolcanology, нім. Paläovulkanologie f) — галузь геології, яка вивчає вулканічну діяльність минулих геологічних епох. Задачі П. — встановлення палеовулканічних умов на земній поверхні і на дні океанів та морів, типу вулканічних апаратів (центральні, тріщинні, щитоподібні, стратовулкани тощо), що суттєво впливало на процеси рудоутворення, а також фаціальний аналіз вулканічних продуктів. Полеовулканологічні дослідження мають велике значення для палеогеографічних реконструкцій і дозволяють вирішувати задачі, пов'язані з пошуками різноманітних корисних копалин, які виникли в результаті вулканічної діяльності.